# Renault 9/11

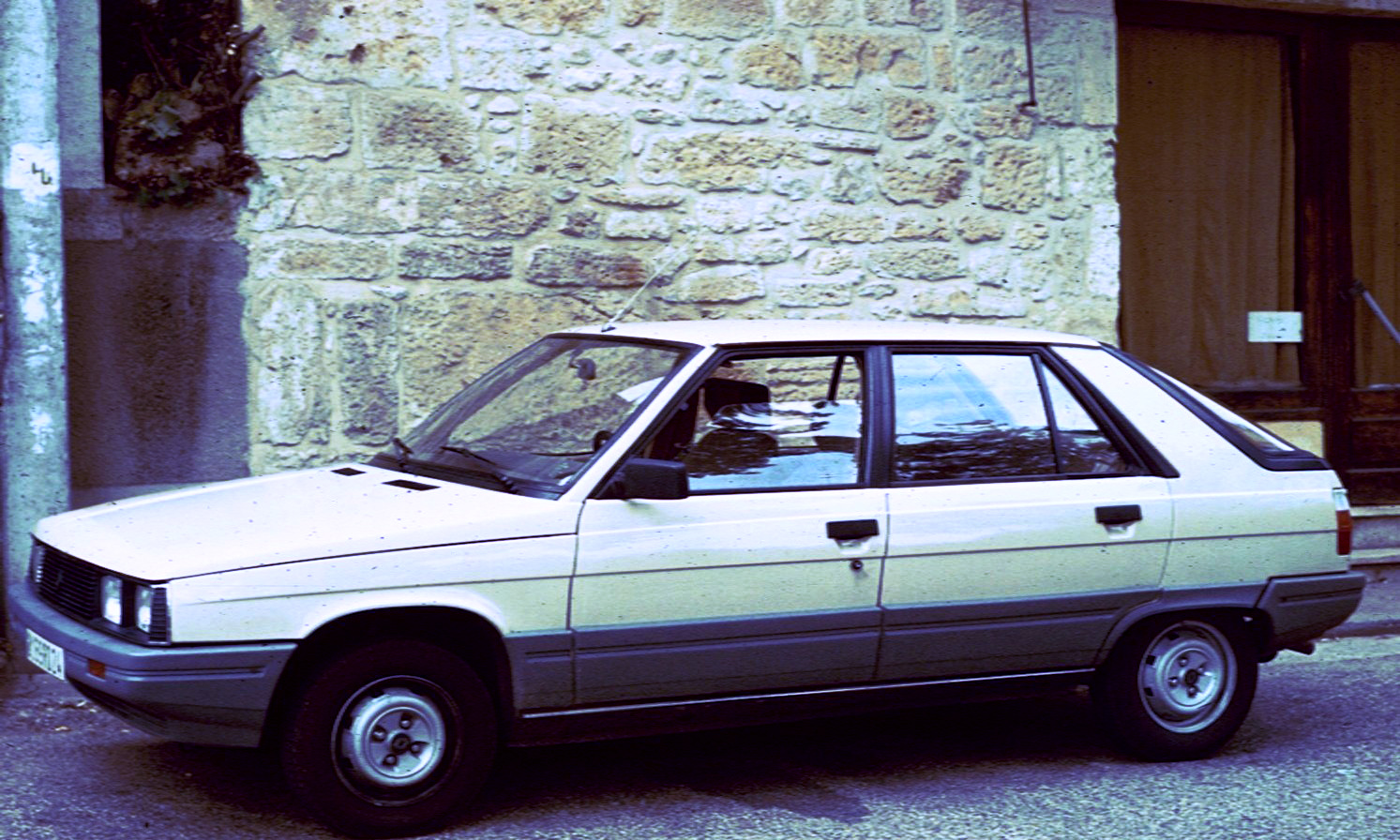
Renault 11 pierwsza seria

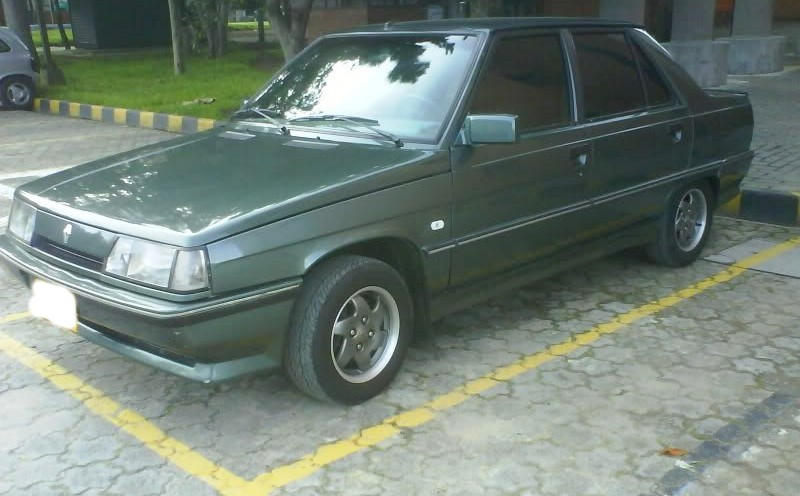
Renault 9 druga seria

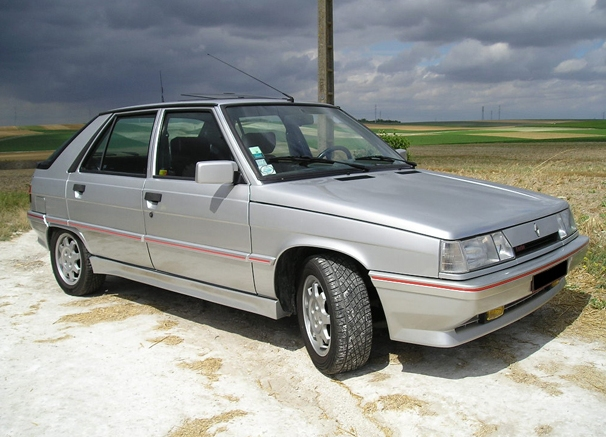
Renault 11 druga seria

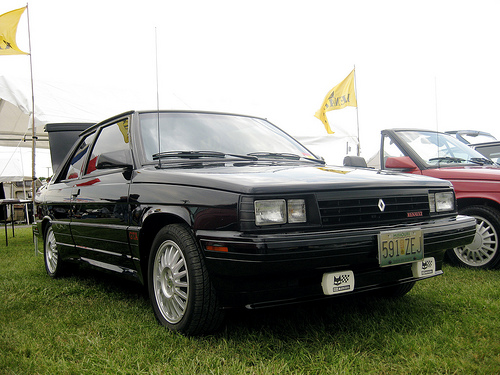
Renault GTA na bazie Renault 9

Renault 9 i Renault 11 to samochody osobowe klasy kompaktowej
(segment C), różniące się jedynie rodzajem nadwozia, produkowane przez firmę Renault w latach 1981–1988 oraz przez tureckie zakłady Oyak-Renault w latach 1986–1999.

## Historia modeli

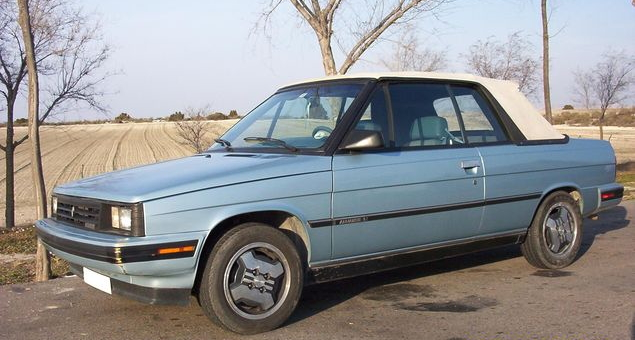
Renault Alliance L kabriolet model 1987

R9 i R11 zastąpiły w 1982 roku model Renault 14. Renault 9 miał nadwozie typu sedan (dwu lub czterodrzwiowe) lub kabriolet a Renault 11 typu hatchback (trzy lub pięciodrzwiowe). Renault 9 został wybrany samochodem roku 1982.
Renault 9 i Renault 11 były również sprzedawane w Ameryce Północnej pod nazwami Alliance i Encore. W obu modelach montowano silnik 1,4 l. (1983-1986) oraz silniki 1,7 i 2.0 l. (1985-1987). Oba modele były produkowane również w Turcji przez firmę Oyak-Renault, Renault 9 w latach 1986–1999 a Renault 11 w latach 1987–1995.
Na rynkach europejskich oba modele zostały zastąpione przez model Renault 19 w 1988 roku.

## Renault 11 ELECTRONIC
W latach 1983–85 została wypuszczona na rynek europejski wersja Electronic. Początkowo bazowała na wersji TSE z silnikiem 1.4l, później na TXE z silnikiem 1.7l. Wersja ta wyróżniała się jak na owe czasy bardzo bogatym i nowoczesnym wyposażeniem:
- elektryczne szyby przednie
- elektryczne lusterka
- zegary DIGITAL w formie wyświetlacza ciekłokrystalicznego
- komputer spalania
- komputer głośnomówiący
- radiomagnetofon Hi-Fi z pilotem przy kierownicy i wyświetlaczem w desce rozdzielczej
- centralny zamek z pilotem
- specjalne oznaczenia

Dostępny był w dwóch kolorach: niebieskim i srebrnym.

### Stosowane silniki
Benzynowe:
- 1108 cm³ OHV, 48 KM (1982-1986) C/TC
- 1237 cm³ OHV, 55 KM	(1986-1988) TC
- 1397 cm³ OHV, 60 KM	(1982–1985) TL/GTL
- 1397 cm³ OHV, 68 KM (1982-1988) TL/GTL/TLE/ TSE, Automatic
- 1397 cm³ OHV, 72 KM (1982-1985) GTS
- 1397 cm³ OHV, 105 KM (1983–1986) Turbo
- 1397 cm³ OHV, 115 KM (1986-1988) Turbo
- 1721 cm³ OHC, 82 KM (1985-1986) TXE
- 1721 cm³ OHC, 90 KM (1987-1988) TXE
- 1965 cm³ OHC, 96 KM (1985-1987) Alliance GTA

Diesel:
- 1595 cm³ OHC, 55 KM (1983-1988) TD/GTD